# Euphaedra sarcoptera
Euphaedra sarcoptera är en fjärilsart som beskrevs av Butler 1871. Euphaedra sarcoptera ingår i släktet Euphaedra och familjen praktfjärilar. Inga underarter finns listade i Catalogue of Life.

## Bildgalleri

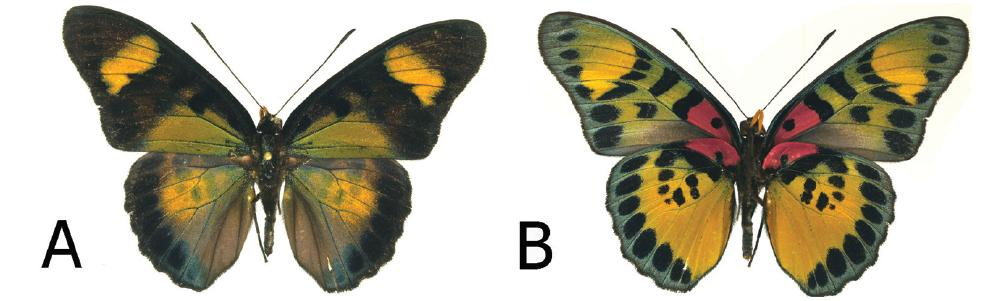
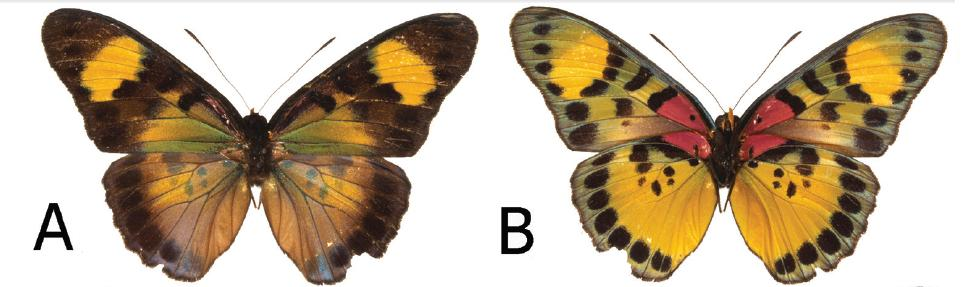
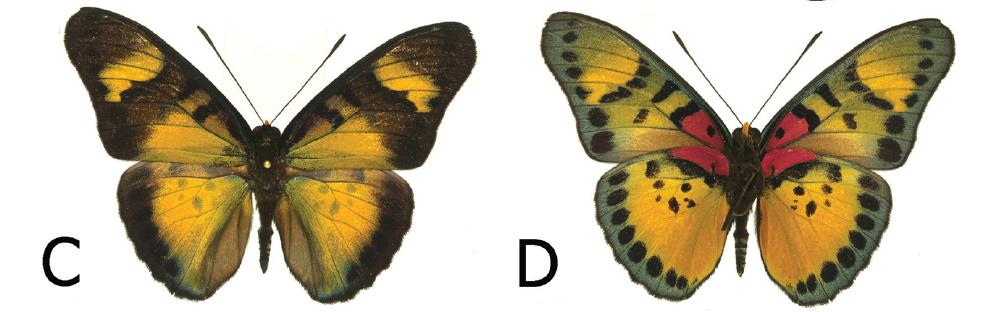
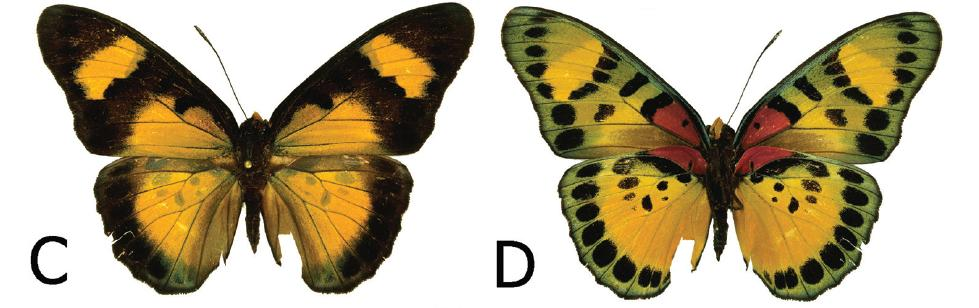
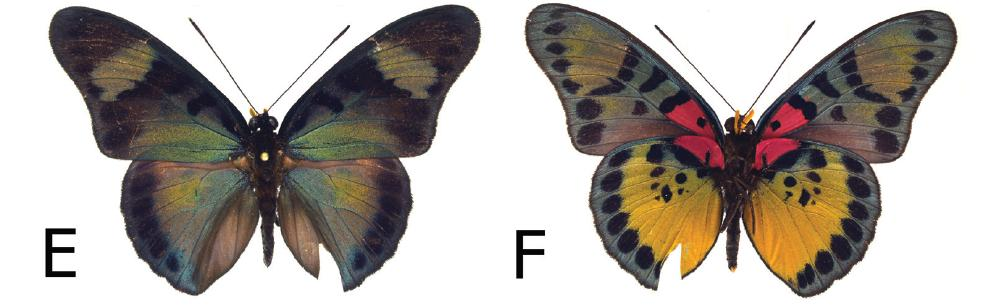
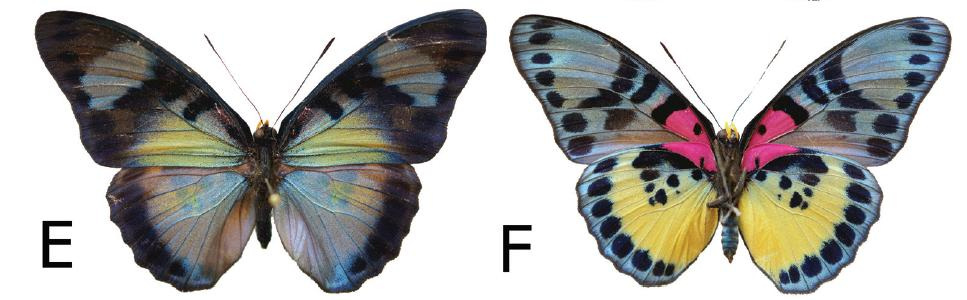